# 紅合鰭躄魚
紅合鰭躄魚（學名：Thymichthys politus）為輻鰭魚綱鮟鱇目躄魚亞目臂鈎躄魚科的其中一種，分布於澳洲塔斯馬尼亞島海域，體長可達9公分，棲息在近海，生活習性不明。